# Chronique des jours désespérés
Chronique des jours désespérés est le titre d'un recueil de nouvelles écrites par Pierre Mac Orlan, publié en 1927 aux éditions Émile-Paul Frères.
Le recueil contient les nouvelles suivantes :
- La Flamande
- La Peste
- La Chiourme
- Les Recrues
- Le Jardin de Spire
- Le Dernier Rêve
- Roi Rose
- Sur la Route
- L'Aventure
- Le Long de la ligne
- Les Maîtres
- La Huguenote
- La Très Belle Femme de Siboro
- Le Grand Sud.

Sept de ces nouvelles ont été publiées en 1921 à la suite du roman À bord de L'Étoile Matutine sous le titre : La Chronique des temps désespérés.
Les nouvelles de ce recueil sont rééditées en 1956 sous le titre de Les Jours désespérés aux éditions Gallimard, suivies des recueils intitulés Les Soldats et Les Voisins.